# Panaxia decolorata
Panaxia decolorata là một loài bướm đêm thuộc phân họ Arctiinae, họ Erebidae.